# Rosa adenophylla
Rosa adenophylla es una especie de planta del género Rosa, de la familia Rosaceae.

## Taxonomía
Rosa adenophylla fue descrita por Galushko en 1961.

## Distribución
Se encuentra en el territorio del Cáucaso septentrional.